# William Thomas Tutte
William Thomas „Bill“ Tutte (* 14. Mai 1917 in Newmarket; † 2. Mai 2002 in Kitchener-Waterloo) war ein britisch-kanadischer Kryptologe und Mathematiker. Während des Zweiten Weltkrieges half er entscheidend mit bei der Entzifferung der verschlüsselten Kommunikation der Wehrmacht. Seine Arbeit hatte wesentlichen Einfluss auf die Befreiung Europas durch die Alliierten. Weitere Leistungen sind seine grundlegenden Ergebnisse im Bereich der Kombinatorik und insbesondere der Graphentheorie.

## Leben
William Tutte kam aus einfachen Verhältnissen: Sein Vater, William John Tutte, war Gärtner, seine Mutter, Annie Newell, Köchin und Hausfrau. Im Kindesalter wechselte die Familie oft den Wohnort, je nachdem, wo der Vater Arbeit fand. Das erste Stipendium erhielt Bill – wie er von Freunden und Verwandten genannt wurde – im Alter von 11 Jahren an der Cambridge and County Day School. Mit 18 studierte Tutte Chemie am Trinity College (Cambridge). Als Student beschäftigte er sich mit dem Problem der Quadratur des Quadrates (Squaring the square, siehe unten) und Rechtecks. Nachdem er 1938 seinen undergraduate degree in Chemie erworben hatte, begann er zunächst ein Master-Studium in Physikalischer Chemie, wechselte jedoch 1940 zur Mathematik.

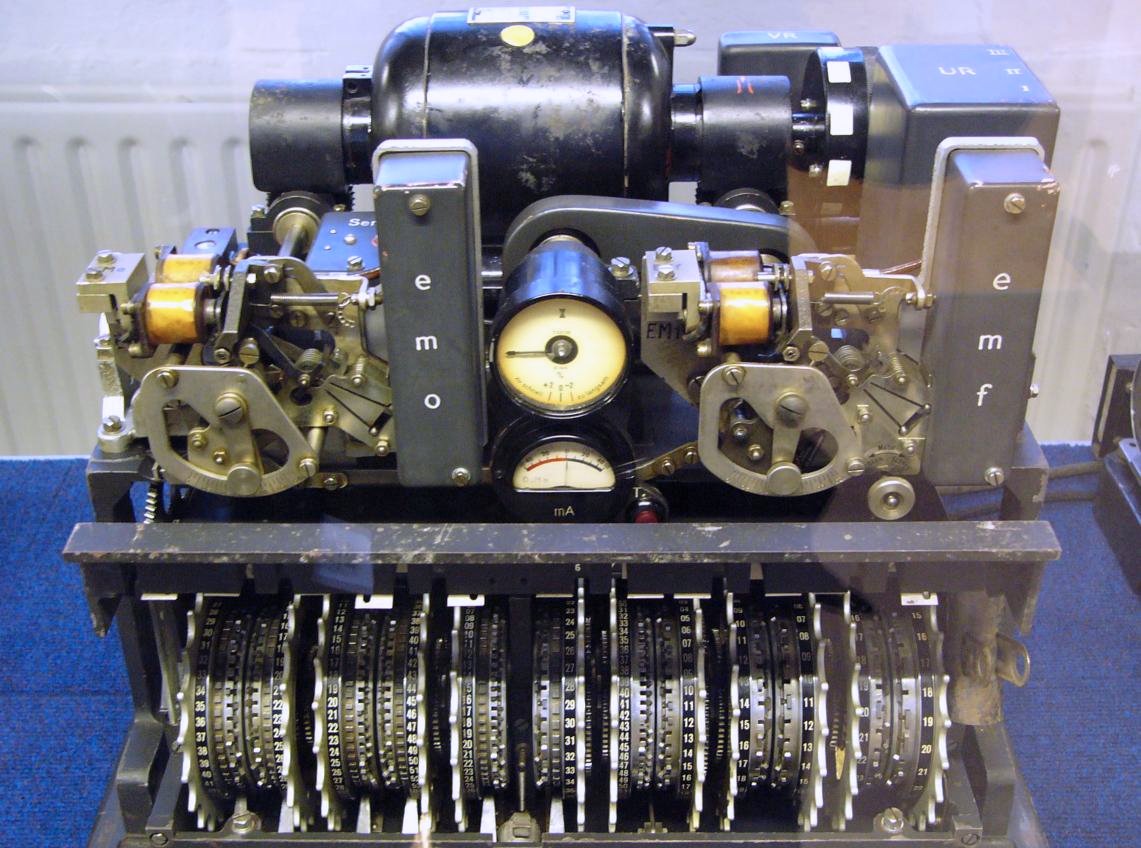
Lorenz SZ42

Nach Ausbruch des Zweiten Weltkrieges empfahl ihm sein damaliger Tutor, er solle die Government Code and Cipher School (GC&CS) besuchen, was er im Mai 1941 tat. Tutte arbeitete in Bletchley Park als Kryptoanalytiker und es gelang ihm 1942 – dies wurde später als eine der größten intellektuellen Leistungen während des Zweiten Weltkrieges bezeichnet – durch das Bearbeiten einiger weniger abgefangener deutscher Mitteilungen die gesamte Struktur der Lorenz-SZ-40/42-Verschlüsselungsmaschine herzuleiten (siehe auch: Kryptanalyse der Lorenz-Maschine). Diese Verschlüsselung (Deckname: Tunny, deutsch: „Thunfisch“) wurde für Befehle hochrangiger Kommandostellen verwendet und war somit essentiell für den Kriegsverlauf. Basierend auf Tuttes Durchbruch, bauten die Briten eine Reihe von Computern (unter anderen den Colossus), um die Nachrichten der Wehrmacht lesen zu können.
1948 erhielt Tutte seinen Doktor der Mathematik an der Universität Cambridge. Von 1948 bis 1962 lehrte er Mathematik an der Universität Toronto, Kanada. Einen Großteil seiner späteren Arbeit leistete Tutte an der Universität Waterloo, Kanada, an der er von 1962 bis 1985 lehrte.
Während seiner späteren Karriere konzentrierte sich Tutte auf Kombinatorik und Graphentheorie, Gebiete der Mathematik, die durch ihn stark geprägt wurden; er galt lange Zeit als einer der Besten seines Faches.
Paul Seymour von der Princeton-Universität schreibt:

„Professor Tutte war viele Jahre die Leitfigur der Graphentheorie, und seine Leistungen in diesem Fachgebiet werden von keinem anderen übertroffen (in jedem Sinn, außer vielleicht Quantität). Es gibt viele Anlässe, bei denen Tutte schöne Ergebnisse in einem bis dahin unerforschten Teil der Graphentheorie fand, und in einigen Fällen war dies ein ‚Durchbruch‘, der zur Entwicklung einer wichtigen neuen Sparte führte.“

Bei Gründung des The Journal of Combinatorial Theory war Tutte Chefredakteur – gleichzeitig war er auch bei anderen Zeitschriften tätig.
Zu seinen Arbeiten gehört die (verneinend) gelöste Vermutung von Tait (1886), dass jedes Polyeder einen Hamilton-Weg (ein Weg durch die Eckpunkte eines Graphen, der jeden Eckpunkt genau einmal durchläuft) durch alle Eckpunkte hat. Seine Arbeiten trugen auch zu Fortschritten im Bereich des Vier-Farben-Problems bei. Zu seinen bekannten Resultaten im Bereich der Graphentheorie gehören auch die sogenannten Faktorsätze von Tutte sowie Sätze zu gruppenwertigen Zirkulationen, einer Verallgemeinerung von Flüssen auf Netzwerken.
Als Student veröffentlichte er 1940 mit R. Leonard Brooks, Cedric Smith und Arthur Stone eine graphentheoretische Lösung des Problems der Quadrierung des Rechtecks, das heißt der Aufteilung eines Rechtecks in nicht überlappende Quadrate, ein Problem, das Max Dehn 1903 (Mathematische Annalen Bd. 57) untersucht hatte. Tutte und Kollegen ordneten dem aufgeteilten Rechteck einen Smith-Graphen zu und betrachteten elektrische Flüsse in diesem Graphen. Sie gaben mit ihrer Methode einen neuen Beweis der Sätze von Max Dehn. Mit Brooks, Smith und Stone war er Mitglied der Mathematikergruppe Blanche Descartes. Sie gaben auch (unabhängig von Roland Sprague) ein Beispiel für die Quadratur des Quadrates (mit 69 Quadraten).
1962 hielt er einen Vortrag auf dem Internationalen Mathematikerkongress in Stockholm (Enumeration of planar maps). Tutte wurde 1975 die Henry Marshall Tory Medal verliehen. 1982 gewann er den Killam-Preis, 2001 den CRM-Fields-PIMS Prize. Im Oktober 2001 wurde Tutte der Titel des Officer of the Order of Canada verliehen. Die Zeremonie fand in der Rideau Hall in Ottawa statt. Er war Mitglied der Royal Society und der Royal Society of Canada.

## Schriften
- Connectivity in graphs. 1966
- Introduction to the theory of matroids. Elsevier, 1971
- Graph Theory. Addison-Wesley, 1984
- Graph Theory as I Have Known It. 1998
- Fish and I. (PDF;62 kB) 1998; abgerufen am 30. Dezember 2016.

## Dokumentation
- Julian Carey: Code-Breakers: Bletchley Park’s Lost Heroes (einstündige BBC-Dokumentation, 2011)

## Anmerkung
1. ↑  Dehn bewies, dass ein Rechteck genau dann quadrierbar ist, wenn die Seiten in rationalem Verhältnis sind (kommensurabel) und dass es dann unendlich viele perfekte Quadrierungen gibt (mit Rechtecken die alle unterschiedliche Seitenlänge haben).